# Eugeniusz Kot
Eugeniusz Kot (ur. 9 września 1927 w Irządzach, zm. 16 sierpnia 2010 w Morawicy) – polski nauczyciel i działacz społeczny, poseł na Sejm PRL IX kadencji.

## Życiorys
Syn Jana i Karoliny. W czasie II wojny światowej walczył w Batalionach Chłopskich. W 1945 zdał egzamin maturalny w Liceum Ogólnokształcącym w Szczekocinach. W 1950 ukończył również Wyższą Szkołę Administracyjno-Handlową w Częstochowie, a w 1974 uzyskał tytuł zawodowy magistra ekonomii w Wyższej Szkole Ekonomicznej w Krakowie. Od 1949 był zatrudniony w charakterze nauczyciela (w Lututowie, Sieradzu i Koszalinie), następnie dyrektora Zespołu Szkół Ekonomicznych im. Mikołaja Kopernika w Kielcach. Pełnił funkcję wiceprzewodniczącego regionalnego Towarzystwa Przyjaciół Dzieci w Kielcach.
W 1947 wstąpił do Stronnictwa Demokratycznego. Był przewodniczącym Miejskiego i Wojewódzkiego Komitetu partii (1957–1987). W latach 1973–1984 sprawował mandat radnego Wojewódzkiej Rady Narodowej (wcześniej był również radnym MRN). Od 1985 do 1989 pełnił mandat posła na Sejm PRL IX kadencji w okręgu Kielce, zasiadając w Komisji Edukacji Narodowej i Młodzieży (jako wiceprzewodniczący).
Należał do Związku Nauczycielstwa Polskiego, Towarzystwa Krzewienia Kultury Świeckiej i do szkolnego ogniwa PRON. 5 maja 2003 został wiceprezesem Centrum Oświatowo-Wychowawczego „Edukacja” w Kielcach.
Pochowany wraz z Czesławą Kot (1940–2002) na cmentarzu komunalnym w Kielcach.

## Odznaczenia
- Order Odrodzenia Polski III klasy
- Order Odrodzenia Polski V klasy
- Złoty Krzyż Zasługi
- Krzyż Partyzancki
- Medal 40-lecia Polski Ludowej
- Odznaka tytułu honorowego „Zasłużony Nauczyciel Polskiej Rzeczypospolitej Ludowej”
- Medal Komisji Edukacji Narodowej
- Odznaka „Zasłużonemu Działaczowi Stronnictwa Demokratycznego”
- Odznaka „Zasłużony dla Kielecczyzny”
- Odznaka „Przyjaciel Dziecka”
- Odznaka „Towarzystwa Przyjaciół Dziecka”[3]